# In The Raw
In The Raw – ósmy album studyjny fińskiej wokalistki Tarji Turunen. Ukazał się 30 sierpnia 2019 roku nakładem wytwórni earMUSIC.
Album zawiera dziesięć piosenek i promowany był przez cztery single: Dead Promises – Single Version, Railroads, Tears in Rain oraz You and I. Na krążku znajduje się inna wersja piosenki Dead Promises, w której gościnnie pojawił się szwedzki muzyk Björn „Speed” Strid. Do współpracy przy piosence Goodbye Stranger zaproszona została z kolei Cristina Scabbia, znana z występów z zespołem Lacuna Coil. To pierwsze wydawnictwo rockowe Turunen, na którym nie pojawił się cover innego artysty.
Okładka albumu zaprojektowana została na podstawie zdjęcia zrobionego przez fotografa Tima Tronckoe w Jaskini Świętego Michała na Gibraltarze.

## Koncepcja
"Nie wszystko złoto, co się świeci" to sentencja, która zainspirowała artystkę do stworzenia albumu. Chciała, aby na nowym wydawnictwie brzmienie było cięższe, bardziej surowe, jednocześnie jak złoto winno lśnić wyrafinowanym wokalem i być okraszonym wyrazistymi orkiestracjami oraz chórami.

## Lista utworów
Opracowano na podstawie materiału źródłowego.
| Nr  | Tytuł utworu                                      | Długość |
| --- | ------------------------------------------------- | ------- |
| 1.  | „Dead Promises” (feat. Björn „Speed” Strid)       | 5:50    |
| 2.  | „Goodbye Stranger” (feat. Cristina Scabbia)       | 5:12    |
| 3.  | „Tears in Rain”                                   | 4:28    |
| 4.  | „Railroads”                                       | 4:00    |
| 5.  | „You and I”                                       | 4:07    |
| 6.  | „The Golden Chamber: Awaken, Loputon yö, Alchemy” | 7:05    |
| 7.  | „Spirits of the Sea”                              | 6:56    |
| 8.  | „Silent Masquerade” (feat. Tommy Karevik)         | 7:32    |
| 9.  | „Serene”                                          | 4:42    |
| 10. | „Shadow Play”                                     | 7:22    |
|     |                                                   | 57:14   |